# متطابقات نيوتن
في الرياضيات، هويات نيوتن والمعروفة أيضًا باسم صيغة نيوتن-جيرارد هي صيغة رياضية تعطي علاقة بين نوعين من متعددات الحدود المتماثلة، بالتحديد بين متعددات الحدود المتماثلة الأسية ومتعددات الحدود المتماثلة الأولية. وضعها هذه الهويات على يد إسحاق نيوتن حوالي عام 1666، دون أن يكون على دراية بوضعها من قبل عام 1629 على يد ألبرت جيرارد. للصيغة تطبيقات في العديد من مجالات الرياضيات، بما في ذلك نظرية غالوا ونظرية الزمر والتوافقيات، إضافة إلى تطبيقات أخرى خارج مجالات الرياضيات، مثل نظرية النسبية العامة.

## وصلات خارجية
- Newton–Girard formulas on MathWorld
- <313:AMPONI>2.0.CO;2-0 A Matrix Proof of Newton's Identities in Mathematics Magazine
- Application on the number of real roots